# HC Sokol Křižanov
HC Sokol Křižanov (celým názvem: Hockey Club Sokol Křižanov) byl český klub ledního hokeje, který sídlil v Křižanově v Kraji Vysočina. Zanikl v roce 2014. Ve své poslední sezóně působil v Krajské soutěži Vysočina, páté české nejvyšší soutěži ledního hokeje. Klubové barvy byly modrá a bílá.
Své domácí zápasy odehrával ve Velkém Meziříčí na tamějším zimním stadionu s kapacitou 1 500 diváků.

## Přehled ligové účasti
Stručný přehled
Zdroj:
- 2008–2010: Žďárský okresní přebor (5. ligová úroveň v České republice)
- 2010–2011: Žďárský okresní přebor – sk. A (5. ligová úroveň v České republice)
- 2011–2013: Žďárský okresní přebor (5. ligová úroveň v České republice)
- 2013–2014: Krajská soutěž Vysočiny (5. ligová úroveň v České republice)

Jednotlivé ročníky
Zdroj:
Legenda: ZČ - základní část, červené podbarvení - sestup, zelené podbarvení - postup, fialové podbarvení - reorganizace, změna skupiny či soutěže
| Česko (2008 – 2014) |                                |           |           |                                       |               |
| Sezóny              | Soutěž                         | Úroveň    | ZČ        | Play-off, nadstavba, sk. o udržení... | Poznámky      |
| 2008/09             | Žďárský okresní přebor         | 5. úroveň | 8. místo  |                                       |               |
| 2009/10             | Žďárský okresní přebor         | 5. úroveň | 7. místo  |                                       | Reorganizace  |
| 2010/11             | Žďárský okresní přebor – sk. A | 5. úroveň | 6. místo  |                                       | Reorganizace  |
| 2011/12             | Žďárský okresní přebor         | 5. úroveň | 8. místo  |                                       |               |
| 2012/13             | Žďárský okresní přebor         | 5. úroveň | 12. místo |                                       | Změna soutěže |
| 2013/14             | Krajská soutěž Vysočiny        | 5. úroveň | 8. místo  | Čtvrtfinále                           |               |